# Flughafen Ismajil

i7
i11
i13
Der Flughafen Ismajil (ukrainisch Міжнародний аеропорт «Ізмаїл», ICAO-Code: UKOI) ist ein kleiner Verkehrsflughafen im Südwesten der Ukraine in der Oblast Odessa mit einer 1800 Meter langen Start- und Landebahn.
Der 1944 als Militärflugplatz erbaute Flughafen befindet sich 4,5 km nördlich der Stadt Ismajil. Seit 2010 wird der Flughafen aufgrund finanzieller Schwierigkeiten nicht genutzt. Der Flughafen ist über die Fernstraße M 15 erreichbar.